# قرنطینه (فیلم ۲۰۲۱)
قرنطینه یا خانه‌نشینی (انگلیسی: Lockdown) یک فیلم کمدی رمانتیک و سرقتی به کارگردانی داگ لیمان که در سال ۲۰۲۱ منتشر شده‌است.

## داستان
داستان در دوران همه‌گیری کرونا اتفاق می‌افتد جایی که دو نفر تلاش دارند تا دست به یک سرقت پر خطر اما پر سود از یک فروشگاه بزرگ جواهرات بزنند…